# Kazimierz Bosek
Kazimierz Bosek (ur. 26 lipca 1932 w Bukowsku, zm. 27 lipca 2006 w Warszawie) – polski dziennikarz, publicysta, znawca życia i twórczości Jana Kochanowskiego. Studiował dziennikarstwo i historię na Uniwersytecie Jagiellońskim. Z pierwszego małżeństwa miał córkę Agnieszkę. Jego drugą żoną była polska dziennikarka Marzena Baumann. Przyjaciel Ryszarda Kapuścińskiego.

## Życiorys
Ponieważ był synem przedwojennego komendanta policji (Stanisława Boska) na kresach, usunięto go ze studiów i jako „element klasowo obcy” wcielono w stopniu szeregowego do karnych batalionów kopalnianych Wojska Polskiego (1953–1955), co w późniejszych latach znalazło wyraz w jego twórczości. Praktykę dziennikarską odbywał w Echu Krakowa. Publikował w Po prostu, Współczesności, Kamenie, Od Nowa. Od 1974 w Literaturze m.in. jako kierownik działu prozy. W redakcji tej był założycielem i przewodniczącym koła „Solidarności” (1980). Na początku lat 90. krótko w Wydawnictwie Agora. Autor esejów, reportaży literackich (głównie o Janie Kochanowskim i jego dziedzictwie), scenariuszy filmów dokumentalnych, m.in. o tzw. czarnych baronach, żołnierzach karnych batalionów kopalnianych, którzy w niezwykle ciężkich warunkach, w stałym zagrożeniu życia byli zmuszani do pracy pod ziemią, m.in. w kopalni uranu k. Jeleniej Góry.
Odkrył miejsce pierwszego pochówku Jana Kochanowskiego w kościele św. Michała w Lublinie. Był głównym organizatorem uroczystości pogrzebowych szczątków Jana Kochanowskiego 21 czerwca 1984 w Zwoleniu z udziałem licznych przedstawicieli kultury i nauki polskiej, pod patronatem Kościoła z ks. kard. Franciszkiem Macharskim. Ten szósty już w historii (i być może ostateczny) pogrzeb wielkiego poety ściągnął do Zwolenia dziesiątki tysięcy Polaków.
Został pochowany na starym cmentarzu na Służewie w Warszawie.

## Publikacje
Książki
- Imię ziemi mojej (1965)
- Cyrograf na własnej skórze (1965)
- Na tropie tajemnic Jana z Czarnolasu (wyd. Aula, Warszawa 2011)
- Tajemnice czarnych baronów. Żołnierze-górnicy 1949-1959 (2013)

Ważniejsze artykuły
- Imię ziemi mojej (powtórnie), w: Zagajnik (wyd. Ludowa Spółdzielnia Wydawnicza, Warszawa 1965)
- Czyhanie, w: Gorączka ziemi (Iskry, Warszawa 1965)
- Czego się Jan nie doczekał, Literatura 6.10.1977
- Wielkości, gdzie twoje miejsce, Literatura nr 49, 1977
- Głową w mur Kochanowskiego, Literatura 18.08.1977
- Sekret postaci w marmurze, Literatura 26.01.1978
- Demiurg z koparką, Literatura 24.05.1979
- Duch asfaltu, Literatura 6.03.1980
- Nić Ariadny, Literatura 26.06.1980
- Gwałt na ojcowiźnie, Literatura 10.09.1981
- Legendarium, Literatura 5.10.1982
- Dwója, Literatura 11.07.1983

## Scenariusze
- Uranowe piętno (1992, reż. Andrzej Wójcik)
- Zostanie legenda (1998, reż. Maciej Pieprzyca)
- Czarni baronowie (2000, reż. Wanda Różycka-Zborowska)